# Brezje pri Vinjem Vrhu
Brézje pri Vínjem Vŕhu je naselje v Občini Semič.